# NGC 2403
NGC 2403 — галактика в созвездии Жирафа, входящая в группу М 81. Была открыта Уильямом Гершелем 1 ноября 1788 года.
Галактика NGC 2403 входит в состав группы галактик M81. Помимо NGC 2403 в группу также входят ещё 40 галактик.

## Характеристики
В галактике были зарегистрированы вспышки трёх сверхновых: SN 1954J, SN 2002kg и SN 2004dj. Расстояние до галактики составляет приблизительно 8 (по другим данным — 11) миллионов световых лет, диаметр — около 50 (по другим данным — 70) тысяч световых лет. В галактике присутствуют многочисленные области ионизированного водорода, где происходит процесс звездообразования.
В галактике обнаружено два ультраярких рентгеновских источника
В 1954 году в NGC 2403 была обнаружена яркая голубая переменная звезда, которую изначально восприняли как вспышку сверхновой.
Кривая вращения галактики подробно исследована в докторской диссертации К. Бегемана.

## Галерея

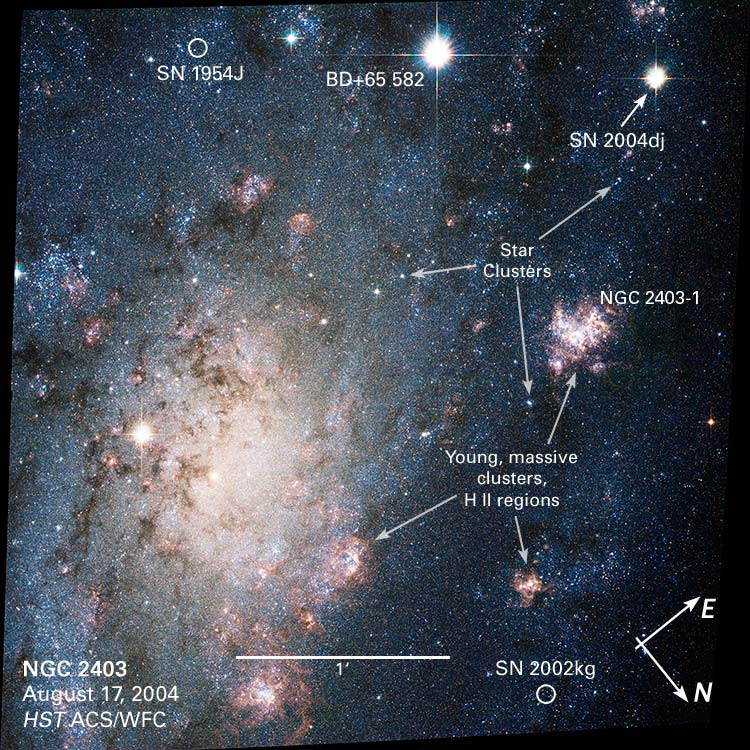
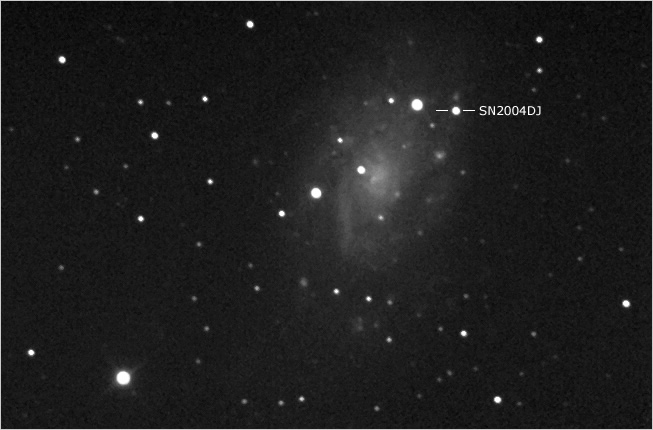
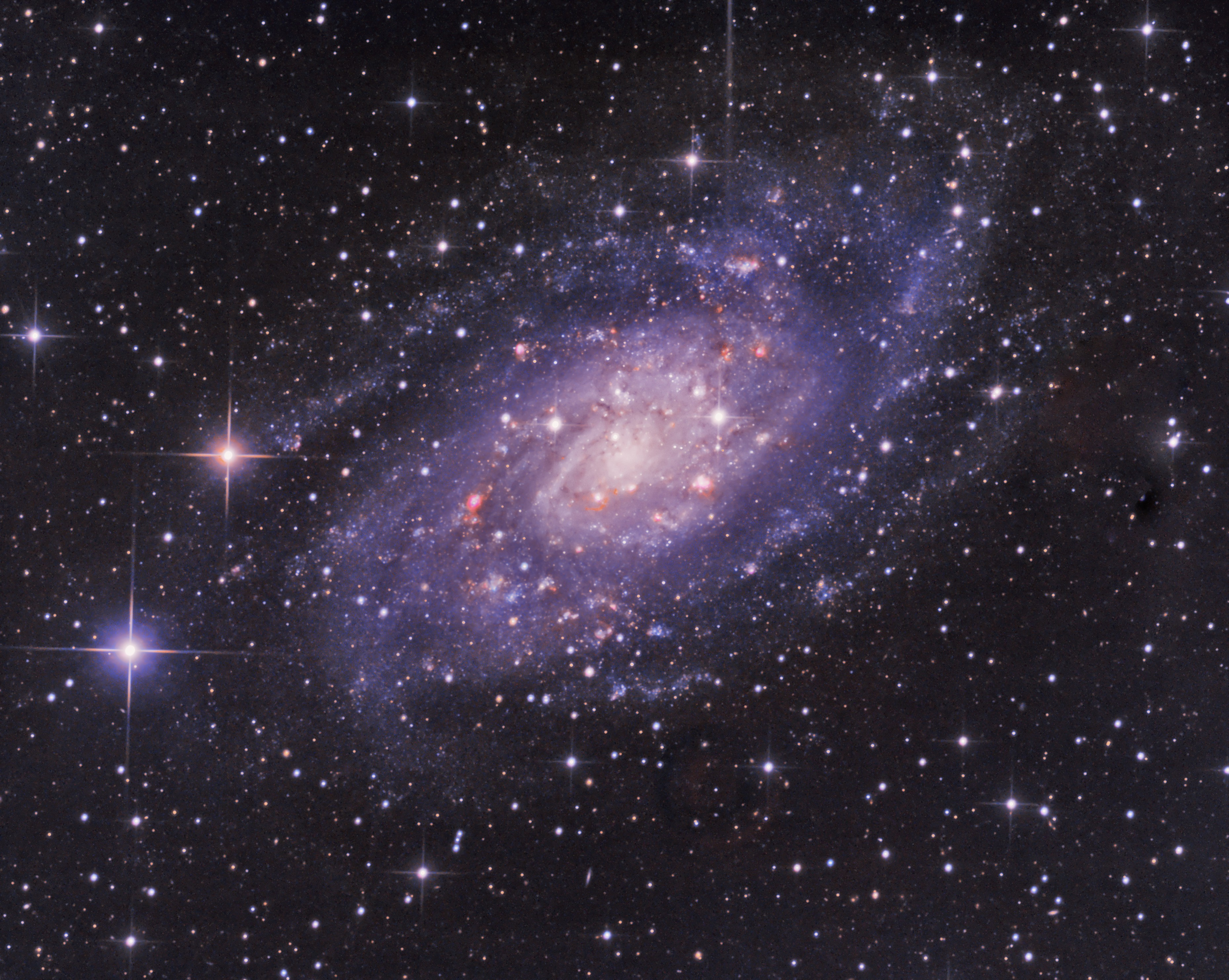